# Вулиця Сергія Котенка
Ву́лиця Сергія Котенка — вулиця в Деснянському районі міста Києва, селище Троєщина. Пролягає від вулиці Радосинської до вулиці Гоголя.
Прилучаються вулиці Тодося Осьмачки і Лесі Українки.

## Історія
Виникла у 1-й половині ХХ століття. 1965 року мала назву Суворова.
Сучасна назва з 2022 року - на честь військового, Героя України Сергія Котенка.